# Дом для семей военнослужащих
Жилой дом для семей военнослужащих или дом для семей военнослужащих — один из первых многоквартирных жилых домов советского периода в Киеве. Построен в 1927—1928 годах в стиле конструктивизма. Объект культурного наследия (Приказ главного управления культурного наследия от 25.06.2011 № 10 / 38-11). Дом был одним из немногих в Киеве примеров характерного для конструктивизма дома-коммуны, объединял в единый комплекс жильё разного типа (изначально 44 трёхкомнатные квартиры и 41 комната для холостых и незамужних), а также помещения общественного назначения (столовую, клуб, кинотеатр).
Находится на ул. Вячеслава Черновола, 26/2.